# Берд (Південна Джорджія)
Берд (ісп. Isla Pájaro) — острів, довжина якого становить 4,8 кілометри, а ширина 800 метрів; відокремлений від західного берега Південної Джорджії протокою Берда. Острів є частиною Британської заморської території Південної Джорджії та Південних Сандвічевих островів, на яку також претендує Аргентина як частину провінції Вогняна земля.

## Історія
Острів був відкритий в 1775 році британською експедицією Джеймса Кука, яка дала назву острову (укр. пташиний) «через велику кількість [птахів], які були на ньому».
Наприкінці 50-х років острів став об'єктом численних проектів, що фінансувалися США. У 1959―62 рр. велику кількість мандрівних альбатросів на острові окільцювали, що дало згодом вражаючі дані про їх ареал — одного птаха знайшли навіть в Австралії.
На даний момент острів є «Ділянкою особливого наукового значення», тому висадки людей на берег відбуваються тільки з попереднього дозволу.
Найвища точка острова, пік Роше, названа на честь англійця Ентоні де ла Роше, який відкрив Південну Джорджію в 1675 році.
2008 року острів відзначив 50-ту річницю біологічних досліджень у цій місцевості.

## Дослідницька станція
На острові є антарктична дослідницька станція, яка працює з 1963 року. У даний час ділянка належить біологічній дослідницькій станції Британської антарктичної обсервації (BAS) у Джорданській бухті, де проживають три біологи-резиденти та один технік. Основним напрямком досліджень станції є екологія та популяція морських птахів та тюленів острова.
Коли Британський магістрат та інші цивільні та військові, які проживали в Грютвікені, покинули архіпелаг під час аргентинської окупації Південної Джорджії у 1982 році, 15 британців залишилися поза межами аргентинської досяжності на цьому острові. Втрати, понесені в Грютвікені, завадили Аргентині окупувати решту острова, а саме станцію «Берд-Айленд» та польові табори в затоці Шліпер, льодовик Лаєль і затоку Сент-Ендрюс, які залишилися під британським контролем.

## Дика природа
На острові є:
- 65 000 кергеленських морських котиків (приблизно на 1 котика припадає 6 м2 (65 фут2) площі острова)
- 50 000 золотоволосих пінгвінів
- 15 000 пар чорнобрових альбатросів
- 12 000 пар сіроголових альбатросів
- 1700 пар мандрівних альбатросів
- 500 пар гігантських буревісників (10 % від їх загальної кількості в районі Південної Джорджії)

На острові звичайно є ще кілька сотень тисяч інших птахів, серед яких пінгвіни-шкіпери, південноджорджівські шилохвісти та південноджорджівські щеврики. З 31 виду, який водиться у Південній Джорджії тут зустрічається 27. Також присутні і китоподібні, такі як південні кити, яких можна побачити в сезон їх годування в субантарктичних регіонах.
Острів завжди був без щурів, на відміну від головного острова Південної Джорджії, де завезені щури були знищені між 2010 та 2015 роками.

## Клімат
| Клімат Острова Берд (Південна Джорджія), 1961–1990 | Клімат Острова Берд (Південна Джорджія), 1961–1990 | Клімат Острова Берд (Південна Джорджія), 1961–1990 | Клімат Острова Берд (Південна Джорджія), 1961–1990 | Клімат Острова Берд (Південна Джорджія), 1961–1990 | Клімат Острова Берд (Південна Джорджія), 1961–1990 | Клімат Острова Берд (Південна Джорджія), 1961–1990 | Клімат Острова Берд (Південна Джорджія), 1961–1990 | Клімат Острова Берд (Південна Джорджія), 1961–1990 | Клімат Острова Берд (Південна Джорджія), 1961–1990 | Клімат Острова Берд (Південна Джорджія), 1961–1990 | Клімат Острова Берд (Південна Джорджія), 1961–1990 | Клімат Острова Берд (Південна Джорджія), 1961–1990 | Клімат Острова Берд (Південна Джорджія), 1961–1990 |
| Показник                                           | Січ.                                               | Лют.                                               | Бер.                                               | Квіт.                                              | Трав.                                              | Черв.                                              | Лип.                                               | Серп.                                              | Вер.                                               | Жовт.                                              | Лист.                                              | Груд.                                              | Рік                                                |
| Абсолютний максимум, °C                            | 11,2                                               | 10,7                                               | 10,5                                               | 10,2                                               | 6,9                                                | 6,0                                                | 5,9                                                | 4,8                                                | 7,5                                                | 10,4                                               | 9,1                                                | 9,4                                                |                                                    |
| Середній максимум, °C                              | 5,5                                                | 5,6                                                | 4,4                                                | 1,9                                                | −0,5                                               | −1,8                                               | −2,4                                               | −1,9                                               | −0,2                                               | 1,6                                                | 3,4                                                | 4,5                                                |                                                    |
| Середня температура, °C                            | 3,1                                                | 3,5                                                | 2,5                                                | 0,4                                                | −2,1                                               | −3,2                                               | −3,9                                               | −3,3                                               | −1,8                                               | −0,2                                               | 1,0                                                | 2,0                                                |                                                    |
| Середній мінімум, °C                               | 0,7                                                | 1,4                                                | 0,6                                                | −1                                                 | −3,8                                               | −4,6                                               | −5,4                                               | −4,8                                               | −3,4                                               | −1,9                                               | −1,5                                               | −0,6                                               |                                                    |
| Абсолютний мінімум, °C                             | −2                                                 | −1,7                                               | −3,2                                               | −4,6                                               | −7,3                                               | −8,5                                               | −11,4                                              | −10,6                                              | −8,5                                               | −6,6                                               | −4,3                                               | −2,8                                               |                                                    |
| Норма опадів, мм                                   | 84                                                 | 80                                                 | 95                                                 | 123                                                | 108                                                | 108                                                | 120                                                | 114                                                | 107                                                | 98                                                 | 88                                                 | 77                                                 | 1204                                               |
| -------------------------------------------------- | -------------------------------------------------- | -------------------------------------------------- | -------------------------------------------------- | -------------------------------------------------- | -------------------------------------------------- | -------------------------------------------------- | -------------------------------------------------- | -------------------------------------------------- | -------------------------------------------------- | -------------------------------------------------- | -------------------------------------------------- | -------------------------------------------------- | -------------------------------------------------- |